# Graham Day
Graham Day (Londra, 22 novembre 1953 – 8 febbraio 2021) è stato un calciatore inglese, di ruolo difensore.

## Caratteristiche tecniche
Era un difensore centrale.

## Carriera
Dopo aver giocato nelle giovanili dei dilettanti del Bristol St. George esordisce tra i professionisti nel 1974 con i Bristol Rovers, club della terza divisione inglese, con i quali rimane in rosa fino al termine della stagione 1978-1979 per un totale di 130 presenze ed una rete in tale categoria (le quali saranno peraltro le sue uniche presenze in carriera nei campionati della Football League). Durante le estati del 1975 e del 1977 gioca inoltre in prestito ai Portland Timbers della NASL, venendo tra l'altro nominato in entrambe le stagioni tra i NASL All-Stars. Nel 1979 lascia poi definitivamente i Bristol Rovers per trasferirsi proprio ai Portland Timbers, con cui gioca fino al 1981, arrivando ad un bilancio totale in carriera di 93 presenze e 5 reti nella NASL. Gioca poi per una stagione con i semiprofessionisti inglesi del Bath City, in Southern Football League (sesta divisione).

## Palmarès

### Club

#### Competizioni regionali
- Somerset Premier Cup: 1

Bath City: 1981-1982